# Gennaro Manna
Gennaro Manna (12. prosince 1715 Neapol – 28. prosince 1779 tamtéž ) byl italský hudební skladatel a pedagog.

## Život
Byl synem Josefa a Catherine Maria Manna Feo (sestry skladatele Francesca Fea). Studoval na neapolské konzervatoři Conservatorio di Sant'Onofrio a Porta Capuana, kde byl strýc Francesco Feo jeho prvním učitelem.
Jako operní skladatel debutoval 21. ledna 1742 v Teatro Argentina v Římě s operou Tito Manlio. Díky úspěchu tohoto dramatu dostal novou zakázku od divadla Teatro San Giovanni Grisostomo v Benátkách. Zkomponoval pro něj operu Siroe re di Persia, která byla uvedena při karnevalu následujícího roku.
V roce 1744 byl jmenován kapelníkem Senato di Neapol, kde vystřídal Domenica Sarru. V lednu 1745 byla uvedena poprvé jeho opera v neapolském divadle Teatro San Carlo. Byla to opera seria Achille in Sciro na libreto Pietra Metastasia a obecenstvem byla dobře přijata. Po smrti Francesca Durante se stal prvním maestrem konzervatoře Conservatorio di Santa Maria di Loreto.
V lednu 1761 vystřídal svého strýce Fea na místě kapelníka v kostele Chiesa della Santissima Annunziata a 9. května téhož roku získal stejné místo i v neapolské katedrále (Basilica cattedrale metropolitana di Santa Maria Assunta). Prakticky zcela přestal komponovat pro divadlo a cele se věnoval chrámové hudbě.
Jeho bratr Giacinto Manna působil jako cembalista a bratranec Christopher Manna byl rovněž hudebním skladatelem.

## Dílo

### Scénická díla
- Tito Manlio (opera seria, libreto Gaetano Roccaforte, 1742, Řím)
- Siroe re di Persia (opera seria, libreto Pietro Metastasio, 1743, Benátky)
- Festa teatrale per la nascita dell'Infante (serenata, ve spolupráci s Nicolou Bonifaciem Logroscinem, 1743, Neapol)
- Artaserse (opera seria, úprava opery Leonarda Vinciho, libreto Pietro Metastasio, 1743, Neapol)
- Achille in Sciro (opera seria, libreto Pietro Metastasio, 1745)
- L'Impero dell'universo con Give (libreto Ranieri de' Calzabigi, 1745, Neapol)
- LVeneziaucio Vero ossia Il Vologeso (opera seria, libreto Apostolo Zeno, 1745, Neapol)
- Arsace (opera seria, 1746, Neapol)
- La clemenza di Tito (opera seria, 1747, Messina)
- Adriano placata (opera seria, 1748, Ferrara)
- Lucio Papirio dittatore (opera pastorale, libreto Apostolo Zeno, 1748, Řím)
- Il Lucio Papirio (opera seria, 1749, Palermo)
- Eumene (opera seria, libreto Apostolo Zeno, 1750, Turín)
- Didone abbandonata (opera seria, libreto Pietro Metastasio, 1751, Benátky)
- Demofoonte (opera seria, libreto Pietro Metastasio, 1754, Turín)
- Enea in Cuma (serenata, 1760, Neapol)
- Temistocle (dramma per musica, libreto Pietro Metastasio, karneval 1761 Piacenza, Teatro Ducale)
- Il Sacrificio di Melchisedec (libreto M. Tarzia, 1776, Neapol)

### Chrámová hudba

#### Oratoria
- Gios re di Giuda (1747, Neapol)
- Sepultra Sarae sive Pietas in mortuos (1748)
- Davide (Palermo, 1751)
- Rubri maris trajectus (Monte Reale, 1761)
- Debora (1769)
- Esther (1770)
- Il Seraficio Alverna (Neapol)
- Israelis liberato sive Esther (Monte Reale)

#### Další chrámové skladby
- 12 mší
- 7 Gloria
- Domine ad adiuvantum a 5 voci
- 2 Credo
- 2 Magnificat
- 3 Te Deum
- 14 Lemantazioni
- Christus
- 2 Lezioni per la notte del Santissimo Natale
- 3 Jube Domine benedicere a una voce
- 3 Benedictus Dominus
- Confitebor a una voce
- 12 Dixit
- 2 Laudate pueri a una voce
- Gloria patri a una voce
- 2 Veni sponsa
- Lauda Sion a 5 voci
- Pange lingua
- 4 Inni
- Tantum ergo a una voce
- Cori di anime penanti a 5 voci
- 35 mottetti con coro
- 14 mottetti e arie per una voce
- Passio secundum Joannem
- Altri lavori sacri minori